# Pałac w Pieniakach
Pałac w Pieniakach – pałac wybudowany w Pieniakach.

## Właściciele
Własność Miączyńskich, m.in. Ignacego Miączyńskiego i Cieńskich (1776) a pod koniec XIX w. Włodzimierza hr. Dzieduszyckiego. 

## Architektura
Stary zamek został rozebrany lub przebudowany na parterowy pałac, wybudowany z ciosanego kamienia i cegły. Przebudowany po 1790 r. według projektu m.in. Merliniego i Fontany. Obecnie w ruinie.

## Wyposażenie
W pałacu znajdowały się ścienne malowidła al fresco, urozmaicone sztukateriami i mozaiką, galeria obrazów zebrana przez Ignacego Miączyński, ryciny i litografie, mapy geograficzne. W cieplarni rosły rzadkie okazy storczyków i palm.

## Zobacz
- zamek w Pieniakach[4]